# アンバパーリー
アンバパーリー（巴: Ambapālī、梵: Āmrapālī アームラパーリー、漢字音訳：菴摩羅、菴没羅など多数、意訳：㮈女、柰女、非浄護など。生没年不詳）は、釈迦仏の女性の弟子（比丘尼）の1人。

## 生涯
ヴェーサーリー（毘舎離）の人でヴァイシャ出身。ヴェーサーリー城外のマンゴー林に捨てられ、その番人に育てられたので、アンバパーリーすなわちマンゴー林の番人の子といわれるようになった。アンバパーリーは、遠くの町にまで名声が伝わっていた遊女で、美貌と容姿、魅力に恵まれ、他にも踊りや歌、音楽も巧み、当然言い寄る客が引きも切らずとなって舞台等で莫大な稼ぎを得ていた。
釈迦仏に帰依し、その所有していた林を僧団に献納した。
『長老尼偈註』（ThigA.206-7）によれば、出家し高名な長老となった自分の息子ヴィマラ・コンダンニャの説法をきき、みずからも出家、比丘尼となり、阿羅漢果を得たとされる。

## 仏典における言及
『テーリーガーター』1020では、彼女の美貌に心を奪われた比丘衆に阿難が誡めのために偈を説いている。
『大般涅槃経』では、リッチャヴィ（離車）族の公子らに先んじて釈尊を招待している。公子らがその招待を譲り受けんと乞うも彼女は譲らなかったという。その所有していた菴摩羅樹苑（マンゴー樹園）を僧団に寄進した。後の天竺五精舎の１つ菴羅樹園精舎である。この件は諸文献に通じるエピソードである。
南伝『マハーヴァッガ』では、彼女の美貌によりますます多くの人々が街に引き寄せられてヴェーサーリーが潤ったという。
『雑阿含経』24.20、及び『長部註』(DA.ii.545)によると、菴摩羅樹苑にて、彼女が来るのを見て、釈尊は弟子集にその美貌で心が揺れないように四念処を説いたとある。
『㮈女祇域因縁経』では、彼女はヴェーサーリーのバラモンの㮈樹の肉瘤（にくこぶ）から生まれたとし、美人なるをもって15歳の時に7人の王が求婚したがすべて断った。Sumanā（須漫）、Padumā（波曇）の二女も彼女と同じように各々樹華より生まれたという。彼女と二女は共に500人の女性を率いていたが、釈尊の説法を聞いて出家し悟りを得たという